# Choue
Pour les articles homonymes, voir Choue (homonymie).
Choue est une commune française située dans le département de Loir-et-Cher en région Centre-Val de Loire. Ses habitants s'appellent les Chouettones et les Chouettons.
Localisée au nord du département, la commune fait partie de la grande région du Perche, région naturelle accidentée composée de  vallons, de plateaux, de collines, de crêtes et de vallées.
L'occupation des sols est marquée par l'importance des espaces agricoles et naturels qui occupent la quasi-totalité du territoire communal. Plusieurs espaces naturels d'intérêt sont présents dans la commune :  et trois zones naturelles d'intérêt écologique, faunistique et floristique (ZNIEFF). En 2010, l'orientation technico-économique de l'agriculture dans la commune est la culture des céréales et des oléoprotéagineux. À l'instar du département qui a vu disparaître le quart de ses exploitations en dix ans, le nombre d'exploitations agricoles a fortement diminué, passant de 23 en 1988, à 36 en 2000, puis à 27 en 2010.
Le patrimoine architectural de la commune comprend deux bâtiments portés à l'inventaire des monuments historiques : l'église Saint-Clément de Choue, inscrite en 1988, et la chapelle Notre-Dame-de-l'Assomption de Guériteau, classée en 1912.

## Géographie

### Localisation et communes limitrophes
La commune de Choue se trouve au nord du département de Loir-et-Cher, dans la Sologne,. À vol d'oiseau, elle se situe à 54,4 km  de Blois, préfecture du département, à 25 km de Vendôme, sous-préfecture, et à 16,1 km de Savigny-sur-Braye, chef-lieu du canton du Perche dont dépend la commune depuis 2015. La commune fait en outre partie du bassin de vie de Mondoubleau.
Les communes les plus proches sont : 
Mondoubleau (3,2 km), Saint-Marc-du-Cor (3,4 km), Boursay (3,8 km), Saint-Agil (4,1 km), Cormenon (4,2 km), Souday (6,3 km), Oigny (7,1 km), Beauchêne (7,2 km) et Arville (7,2 km).
La commune se situe dans la région naturelle du Perche .
| Couëtron-au-Perche  |           | Boursay                |
| Baillou Mondoubleau | Choue     | La Chapelle-Vicomtesse |
| Cormenon            | Le Temple | Saint-Marc-du-Cor      |

### Paysages et relief
Dans le cadre de la Convention européenne du paysage, adoptée le 20 octobre 2000 et entrée en vigueur en France le 1er juillet 2006, un atlas des paysages de Loir-et-Cher a été élaboré en 2010 par le CAUE de Loir-et-Cher, en collaboration avec la DIREN Centre (devenue DREAL en 2011), partenaire financier. Les paysages du département s'organisent ainsi en huit grands ensembles et 25 unités de paysage,. La commune fait partie de l'unité de paysage du « Perche du Loir et Cher », au sein du Perche.
Le Perche présente des successions de vallons et de collines, dégageant des vues alternativement intimes et ouvertes et offrant de riches paysages, contrastant avec les autres paysages du département, marqués par de grandes étendues des plateaux  et de larges vallées, et constituant ainsi une exception. Cette forme mouvementée des reliefs s'explique par la nature argileuse des sols dans lesquels les rivières et ruisseaux y ont facilement sculpté des vallons et vallées successives aux profils arrondis.
L'altitude du territoire communal varie de 112 mètres à 212 mètres,.

### Hydrographie

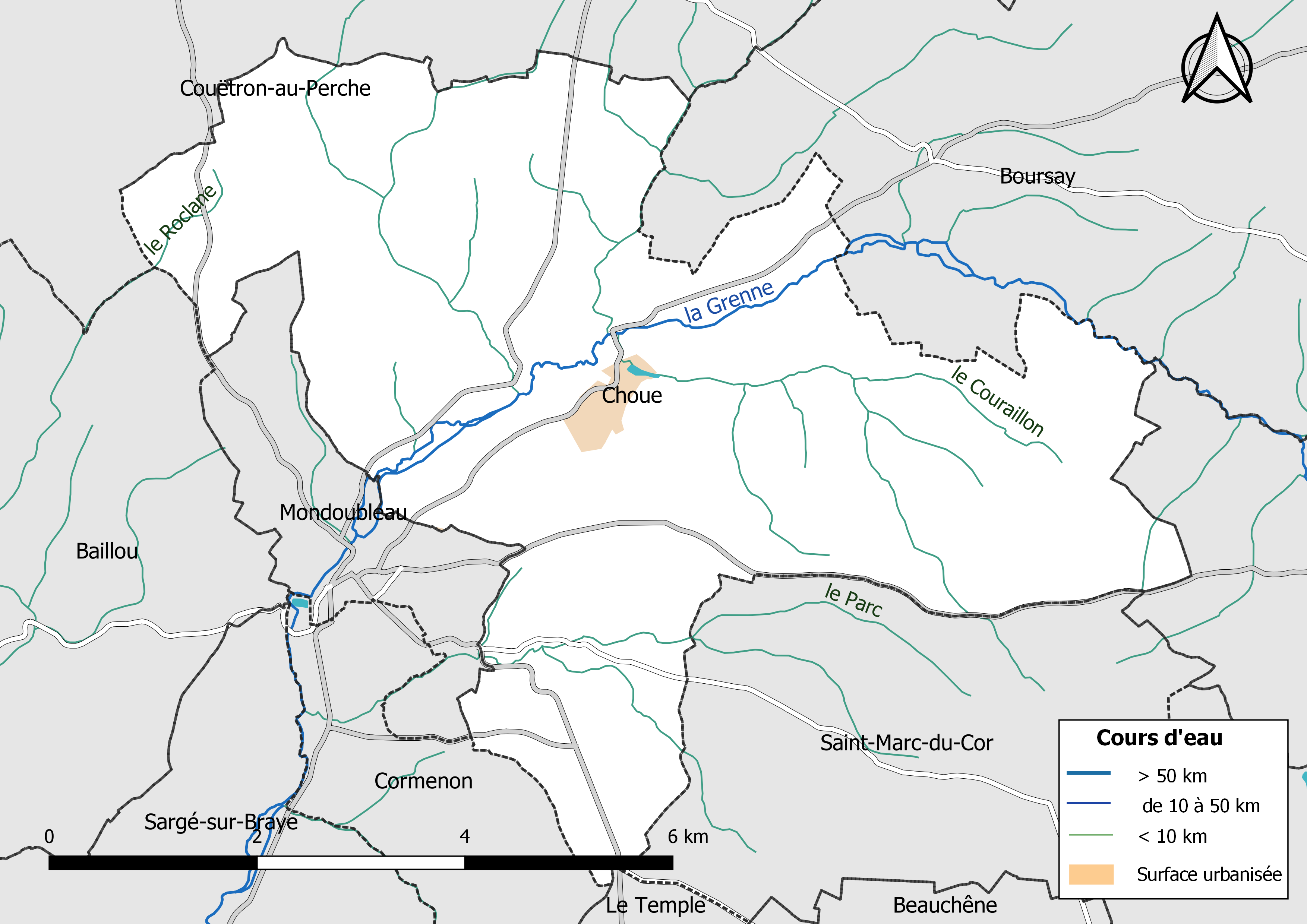
Réseau hydrographique de Choue.

La commune est drainée par la Grenne (6,415 km), le Couraillon, le Guériteau, le Parc le Roclane et par divers petits cours d'eau, constituant un réseau hydrographique de 39,89 km de longueur totale.
La Grenne traverse la commune en s'écoulant de l'est vers l'ouest. D'une longueur totale de 28,2 km, elle prend sa source dans la commune de La Chapelle-Vicomtesse (41) et se jette  dans la Braye à Sargé-sur-Braye (41), après avoir traversé 7 communes.
Sur le plan piscicole, ce cours d'eau est classé en première catégorie, où le peuplement piscicole dominant est constitué de salmonidés (truite, omble chevalier, ombre commun, huchon).

### Climat
Pour des articles plus généraux, voir Climat du Centre-Val de Loire et Climat de Loir-et-Cher.
En 2010, le climat de la commune est de type climat océanique dégradé des plaines du Centre et du Nord, selon une étude du CNRS s'appuyant sur une série de données couvrant la période 1971-2000. En 2020, Météo-France publie une typologie des climats de la France métropolitaine dans laquelle la commune est exposée à un climat océanique altéré et est dans la région climatique Moyenne vallée de la Loire, caractérisée par une bonne insolation (1 850 h/an) et un été peu pluvieux.
Pour la période 1971-2000, la température annuelle moyenne est de 10,6 °C, avec une amplitude thermique annuelle de 14,3 °C. Le cumul annuel moyen de précipitations est de 724 mm, avec 11,6 jours de précipitations en janvier et 7,4 jours en juillet. Pour la période 1991-2020, la température moyenne annuelle observée sur la station météorologique installée sur la commune est de 11,9 °C et le cumul annuel moyen de précipitations est de 645,6 mm,. Pour l'avenir, les paramètres climatiques de la commune estimés pour 2050 selon différents scénarios d'émission de gaz à effet de serre sont consultables sur un site dédié publié par Météo-France en novembre 2022.
| Mois                                  | jan.           | fév.           | mars          | avril         | mai           | juin          | jui.         | août         | sep.          | oct.          | nov.          | déc.          | année      |
| ------------------------------------- | -------------- | -------------- | ------------- | ------------- | ------------- | ------------- | ------------ | ------------ | ------------- | ------------- | ------------- | ------------- | ---------- |
| Température minimale moyenne (°C)     | 2,3            | 2              | 3,8           | 5,9           | 8,9           | 12,3          | 14           | 13,7         | 11,3          | 8,9           | 5,5           | 2,6           | 7,6        |
| Température moyenne (°C)              | 4,7            | 5,3            | 7,9           | 11,1          | 14,1          | 17,6          | 19,9         | 19,2         | 16,6          | 12,7          | 8,4           | 5,3           | 11,9       |
| Température maximale moyenne (°C)     | 7,2            | 8,6            | 12            | 16,3          | 19,3          | 23            | 25,7         | 24,8         | 21,9          | 16,5          | 11,2          | 7,9           | 16,2       |
| Record de froid (°C) date du record   | −13,1 07.01.09 | −12,5 07.02.12 | −6 13.03.13   | −3,1 06.04.21 | −0,7 06.05.19 | 2,5 01.06.06  | 6,9 30.07.15 | 6,1 21.08.14 | 3,1 30.09.12  | −0,5 28.10.12 | −7,8 30.11.10 | −9,9 19.12.09 | −13,1 2009 |
| Record de chaleur (°C) date du record | 15,3 24.01.16  | 20,6 27.02.19  | 24,4 30.03.21 | 27 21.04.18   | 30,9 28.05.17 | 38,3 18.06.22 | 41 25.07.19  | 38 08.08.20  | 34,8 09.09.23 | 30,1 02.10.23 | 21,7 01.11.15 | 15,4 30.12.22 | 41 2019    |
| Précipitations (mm)                   | 55,6           | 49,9           | 50,5          | 42,1          | 62,5          | 57            | 46,6         | 47,4         | 36,2          | 60,8          | 63,3          | 73,7          | 645,6      |

### Milieux naturels et biodiversité

#### Zones naturelles d'intérêt écologique, faunistique et floristique
L'inventaire des zones naturelles d'intérêt écologique, faunistique et floristique (ZNIEFF) a pour objectif de réaliser une couverture des zones les plus intéressantes sur le plan écologique, essentiellement dans la perspective d'améliorer la connaissance du patrimoine naturel national et de fournir aux différents décideurs un outil d'aide à la prise en compte de l'environnement dans l'aménagement du territoire. Le territoire communal de Choue comprend trois ZNIEFF : 
- le « Bocage de la Gaudinerie » (25,73 ha)[24] ;
- les « Chênaie-charmaie et aulnaie du Petit-Gueriteau » (16,12 ha)[25] ;
- la « Vallée de la Grenne » (733,78 ha)[26].

Cartes des Znieff.
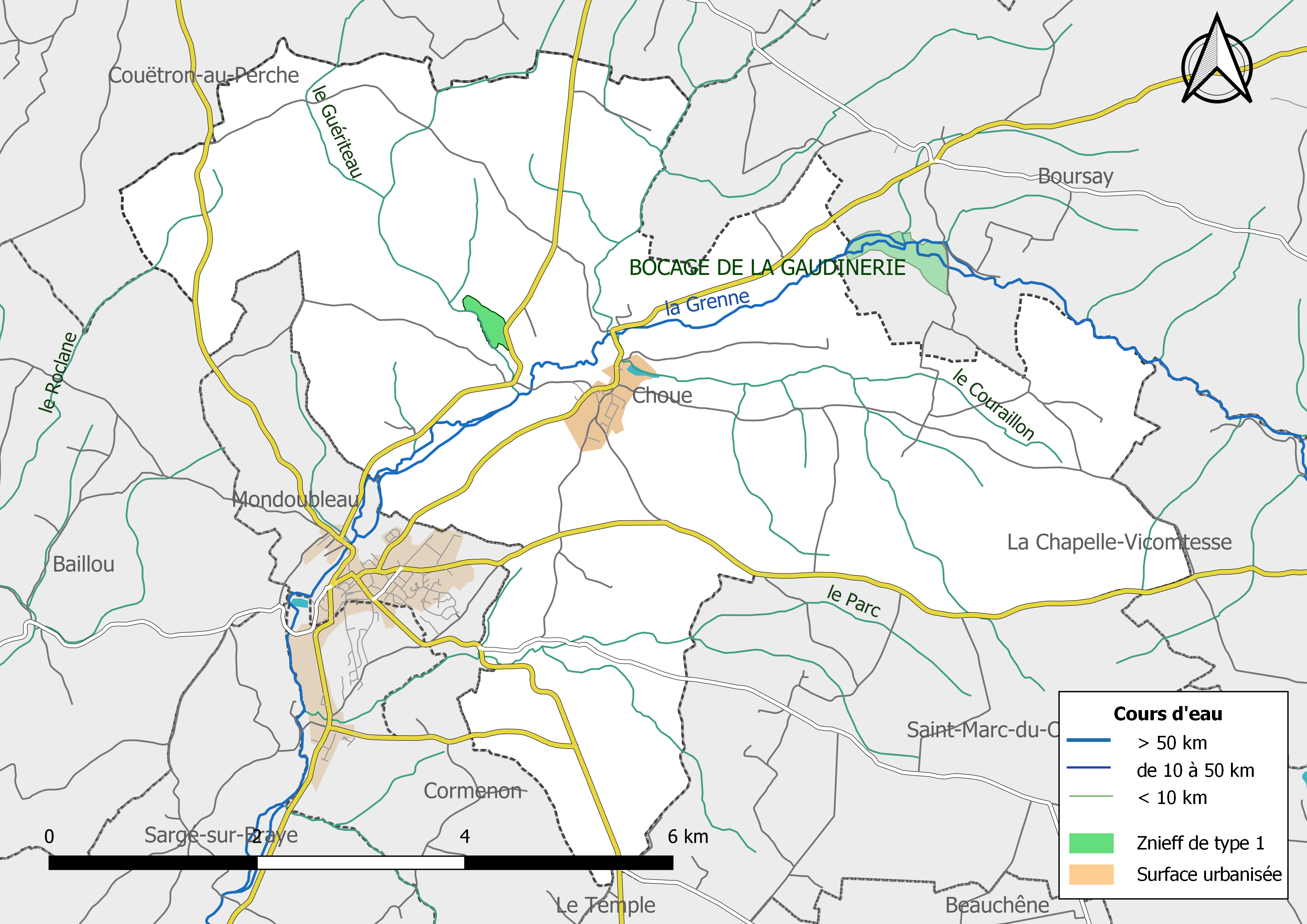
Carte des ZNIEFF de type 1 localisées dans la commune[Note 2].
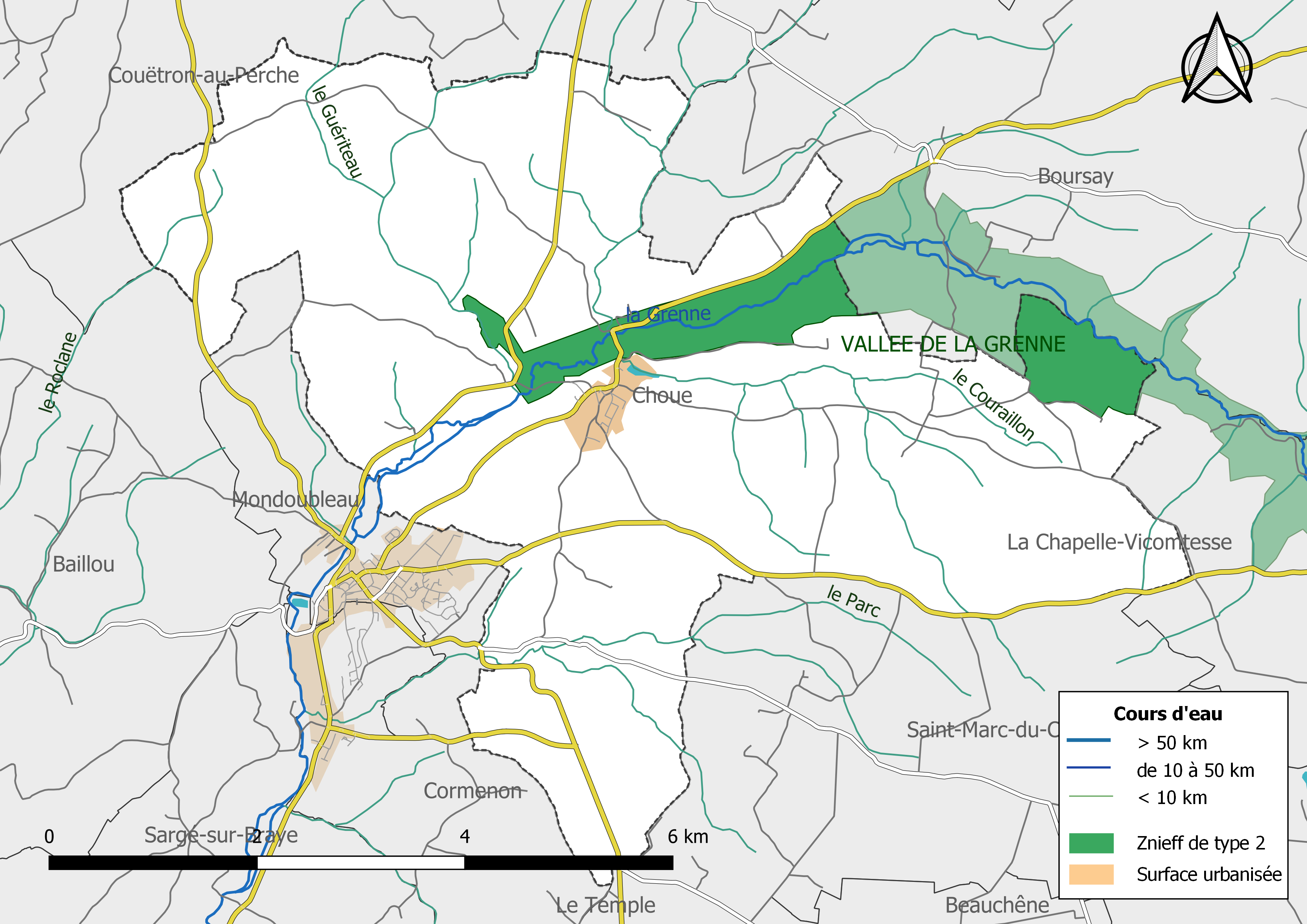
Carte des ZNIEFF de type 2 localisées dans la commune[Note 3].

## Urbanisme

### Typologie
Au 1er janvier 2024, Choue est catégorisée commune rurale à habitat dispersé, selon la nouvelle grille communale de densité à sept niveaux définie par l'Insee en 2022.
Elle est située hors unité urbaine et hors attraction des villes,.

### Occupation des sols
L'occupation des sols est marquée par l'importance des espaces agricoles et naturels (96,8 %). La répartition détaillée ressortant de la base de données européenne d'occupation biophysique des sols Corine Land Cover millésimée 2012 est la suivante : 
terres arables (11,6 %), 
cultures permanentes (0,6 %), 
zones agricoles hétérogènes (15,4 %), 
prairies (3,5 %), 
forêts (65,2 %), 
milieux à végétation arbustive ou herbacée (0,7 %), 
zones urbanisées (1 %), 
espaces verts artificialisés non agricoles (0,5 %), 
zones industrielles et commerciales et réseaux de communication (1,7 %), 
eaux continentales (0,5 %).
Le territoire est caractérisé par un paysage de Sologne alternant milieux ouverts (agricoles) et milieux fermés (forêts). À l'échelle de l'unité géographique « Chailles / Les Montils Cheverny / Cour-Cheverny », qui regroupe douze communes, dont Cormeray, la consommation d'espaces agricoles et naturels pour répondre aux besoins de développement a été soutenue : 78 % des aménagements (logements, équipements, entreprises) ont été réalisés sur de nouveaux terrains, soit 205 hectares entre 2002 et 2015.

### Planification
La loi SRU du 13 décembre 2000 a incité fortement les communes à se regrouper au sein d'un établissement public, pour déterminer les partis d'aménagement de l'espace au sein d'un SCoT, un document essentiel d'orientation stratégique des politiques publiques à une grande échelle. La commune est dans le territoire du  SCOT des Territoires du Grand Vendômois, approuvé en 2006 et dont la révision a été prescrite en 2017, pour tenir compte de l'élargissement de périmètre,.
En matière de planification, la commune disposait en 2017 d'une carte communale approuvée, un plan local d'urbanisme était en élaboration. Par ailleurs, à la suite de la loi ALUR (loi pour l'accès au logement et un urbanisme rénové) de mars 2014, un plan local d'urbanisme intercommunal couvrant le territoire de la communauté de communes des Collines du Perche a été prescrit le 3 décembre 2015.

### Habitat et logement
Le tableau ci-dessous présente la typologie des logements à Choue en 2016 en comparaison avec celle du Loir-et-Cher et de la France entière. Une caractéristique marquante du parc de logements est ainsi une proportion de résidences secondaires et logements occasionnels (15,8 %) inférieure à celle du département (18 %) mais supérieure à celle de la France entière (9,6 %). Concernant le statut d'occupation de ces logements, 81,3 % des habitants de la commune sont propriétaires de leur logement (79,8 % en 2011), contre 68,1 % pour le Loir-et-Cher et 57,6 pour la France entière.
|                                                         | Choue | Loir-et-Cher | France entière |
| ------------------------------------------------------- | ----- | ------------ | -------------- |
| Résidences principales (en %)                           | 71,2  | 74,5         | 82,3           |
| Résidences secondaires et logements occasionnels (en %) | 15,8  | 18           | 9,6            |
| Logements vacants (en %)                                | 13,0  | 7,5          | 8,1            |

### Risques majeurs
Le territoire communal de Choue est vulnérable à différents aléas naturels : ), climatiques (hiver exceptionnel ou canicule), mouvements de terrains ou sismique (sismicité très faible)8 avril 20208 avril 2020
Il est également exposé à un risque technologique :  le transport de matières dangereuses,.

#### Risques naturels
Les mouvements de terrains susceptibles de se produire dans la commune sont soit des mouvements liés au retrait-gonflement des argiles, soit des glissements de terrains. Le phénomène de retrait-gonflement des argiles est la conséquence d'un changement d'humidité des sols argileux. Les argiles sont capables de fixer l'eau disponible mais aussi de la perdre en se rétractant en cas de sécheresse. Ce phénomène peut provoquer des dégâts très importants sur les constructions (fissures, déformations des ouvertures) pouvant rendre inhabitables certains locaux. La carte de zonage de cet aléa peut être consultée sur le site de l'observatoire national des risques naturels Georisques.

#### Risques technologiques
Le risque de transport de marchandises dangereuses dans la commune est lié à sa traversée par une canalisation de transport de gaz. Un accident se produisant sur une telle infrastructure est en effet susceptible d'avoir des effets graves au bâti ou aux personnes jusqu'à 350 m, selon la nature du matériau transporté. Des dispositions d'urbanisme peuvent être préconisées en conséquence.

## Histoire

### Révolution française et Empire

#### Nouvelle organisation territoriale
Le décret de l'Assemblée nationale du 12 novembre 1789 décrète qu'« il y aura une municipalité dans chaque ville, bourg, paroisse ou communauté de campagne », mais ce n'est qu'avec le décret de la Convention nationale du 10 brumaire an II (31 octobre 1793) que la paroisse de Choue devient formellement « commune de Choue »,.
En 1790, dans le cadre de la création des départements, la municipalité est rattachée au canton de Mondoubleau et au district de Mondoubleau. Les cantons sont supprimés, en tant que découpage administratif, par une loi du 26 juin 1793, et ne conservent qu'un rôle électoral, permettant l'élection des électeurs du second degré chargés de désigner les députés,. La Constitution du 5 fructidor an III, appliquée à partir de vendémiaire an IV (1795) supprime les districts, considérés comme des rouages administratifs liés à la Terreur, mais maintient les cantons qui acquièrent dès lors plus d'importance en retrouvant une fonction administrative. Enfin, sous le Consulat, un redécoupage territorial visant à réduire le nombre de justices de paix ramène le nombre de cantons en Loir-et-Cher de 33 à 24. Choue est alors rattachée au canton de Mondoubleau et à l'arrondissement de Vendôme par arrêté du 5 vendémiaire an X (26 septembre 1801),,. Cette organisation va rester inchangée pendant près de 150 ans.

### Époque contemporaine
Au XIVe siècle vivait en la paroisse de Choue, près de Mondoubleau, une famille du nom de Peschard occupant dans le pays une situation prépondérante.

## Politique et administration

### Découpage territorial
La commune de Choue est membre de la communauté de communes des Collines du Perche, un établissement public de coopération intercommunale (EPCI) à fiscalité propre créé le 1er janvier 1994.
Elle est rattachée sur le plan administratif à l'arrondissement de Vendôme, au département de Loir-et-Cher et à la région Centre-Val de Loire, en tant que circonscriptions administratives. Sur le plan électoral, elle est rattachée au canton du Perche depuis 2015 pour l'élection des conseillers départementaux et à la troisième circonscription de Loir-et-Cher pour les élections législatives.

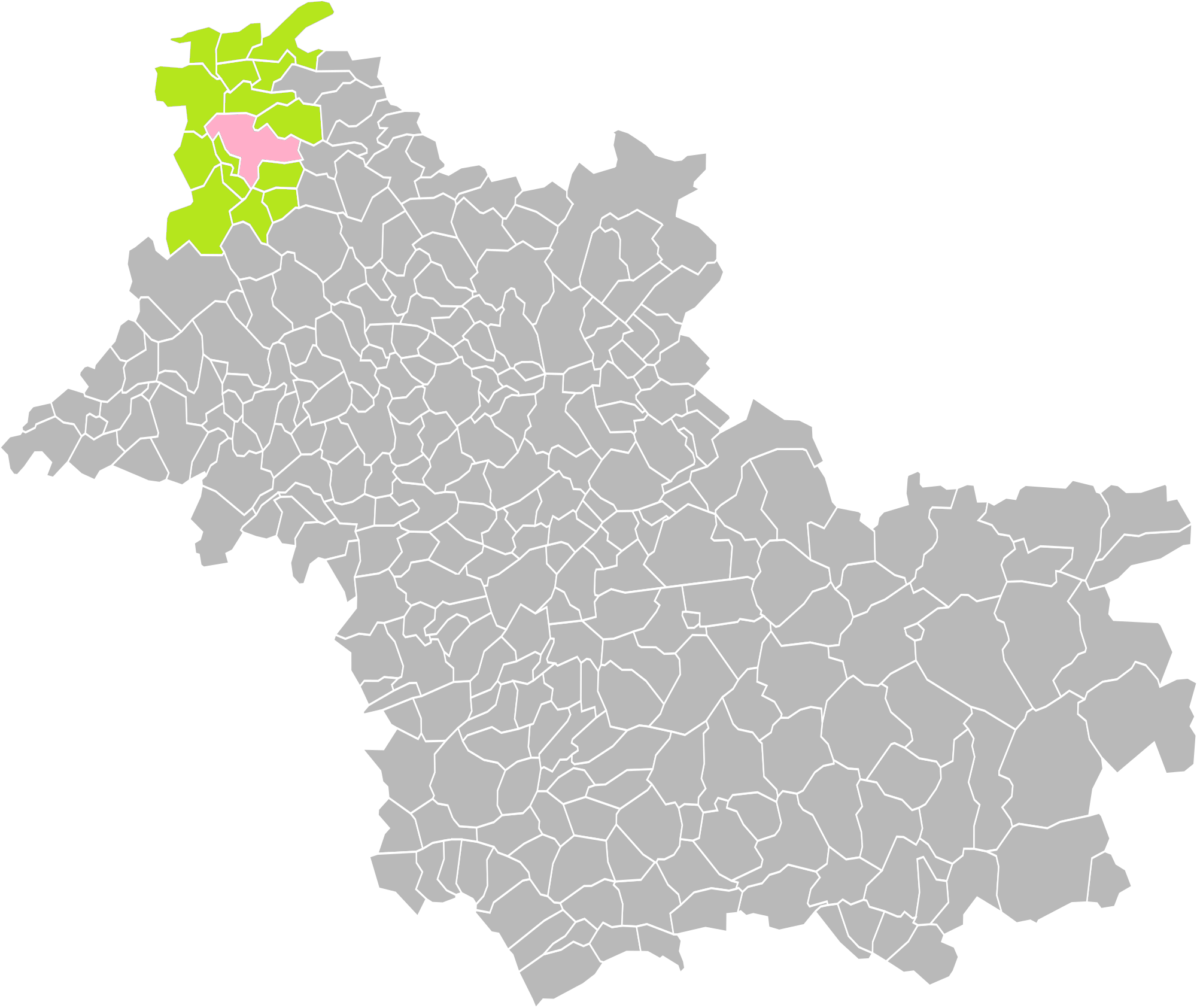
Choue dans l'intercommunalité en 2016.
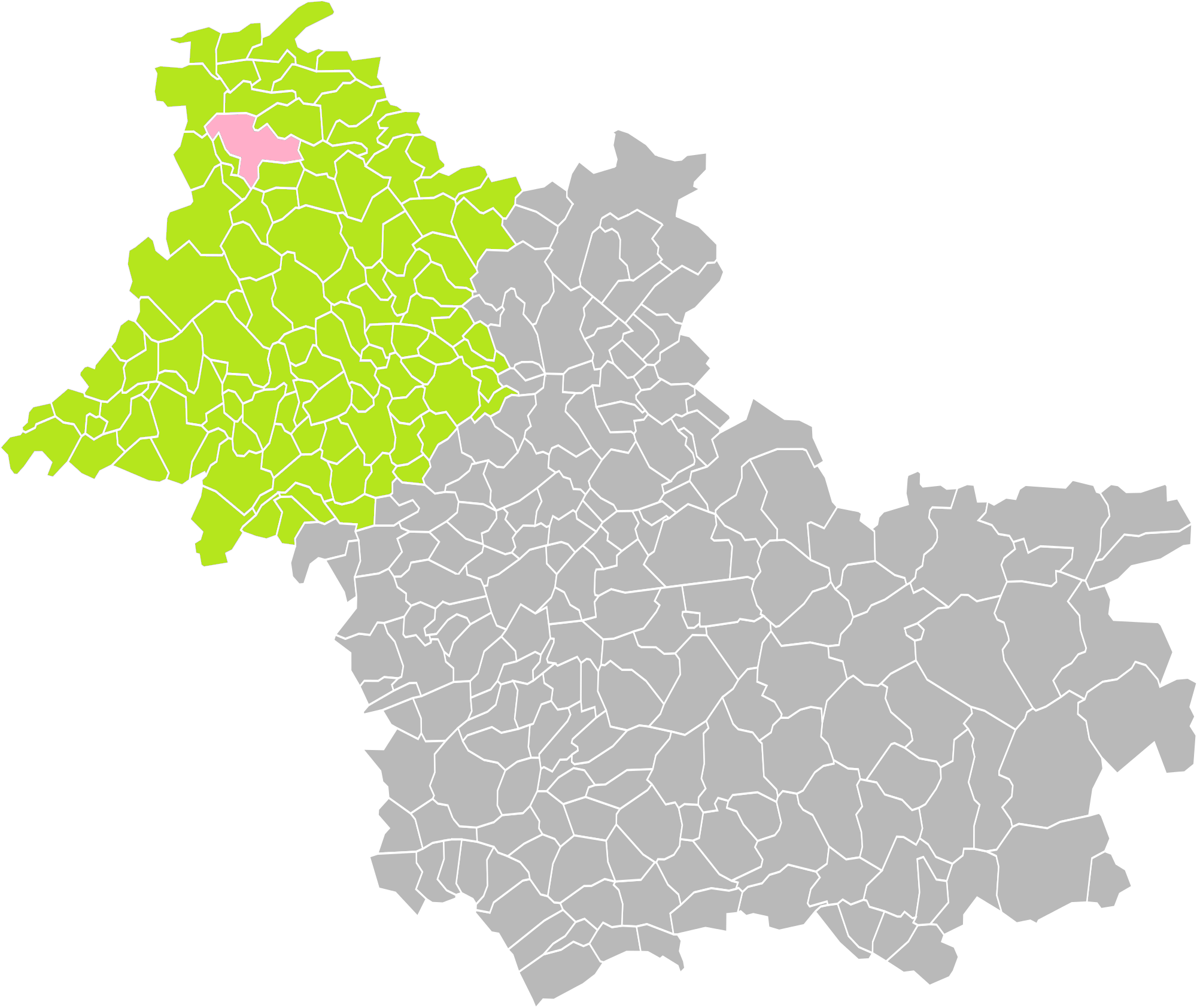
Choue dans l'arrondissement de Vendôme en 2016.
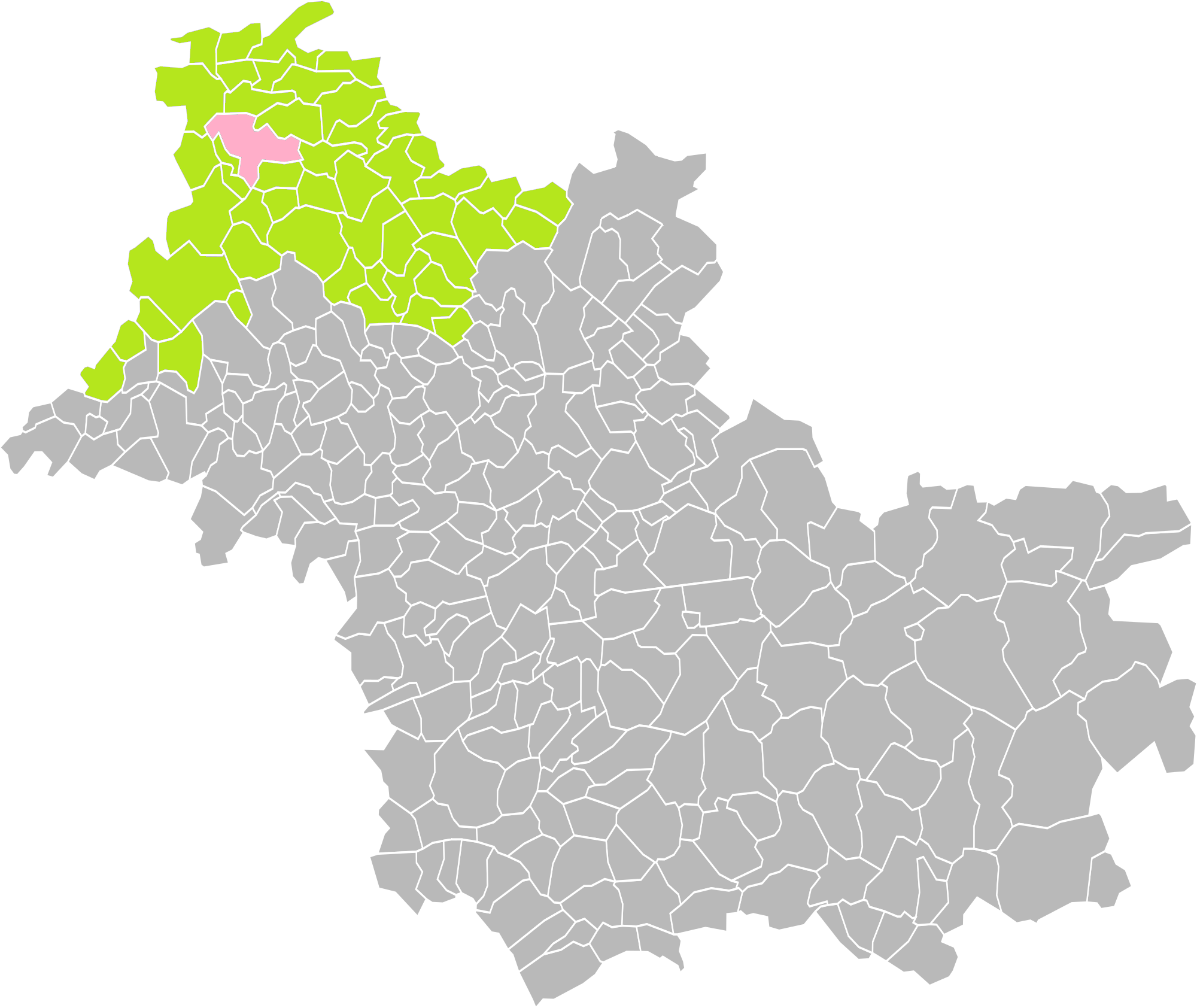
Choue dans le canton du Perche en 2016.

### Politique et administration municipale

#### Conseil municipal et maire
Le conseil municipal de Choue, commune de moins de 1 000 habitants, est élu au scrutin majoritaire plurinominal avec listes ouvertes et panachage. Compte tenu de la population communale, le nombre de sièges au conseil municipal est de 15. Le maire, à la fois agent de l'État et exécutif de la commune en tant que collectivité territoriale, est élu par le conseil municipal au scrutin secret lors de la première réunion du conseil suivant les élections municipales, pour un mandat de six ans, c'est-à-dire pour la durée du mandat du conseil.
| Période                                  | Période   | Identité                 | Étiquette | Qualité                           |
| ---------------------------------------- | --------- | ------------------------ | --------- | --------------------------------- |
| 1790                                     | 1790      | Lorieux                  |           |                                   |
| 1967                                     | 1991      | Charles-Michel de Terras |           | Officier de cavalerie en retraite |
| 1992                                     | 1995      | Pierre Fauchon           | UDF       | Conseiller général                |
| 2001                                     | mars 2014 | Serge Girard             |           | Maire                             |
| 2014                                     | En cours  | François Gaullier        |           | Maire                             |
| Les données manquantes sont à compléter. |           |                          |           |                                   |

## Équipements et services

### Eau et assainissement
L'organisation de la distribution de l'eau potable, de la collecte et du traitement des eaux usées et pluviales relève des communes. La compétence eau et assainissement des communes est un service public industriel et commercial (SPIC).

#### Alimentation en eau potable
Le service d'eau potable comporte trois grandes étapes : le captage, la potabilisation et la distribution d'une eau potable conforme aux normes de qualité fixées pour protéger la santé humaine. En 2019, la commune est membre du syndicat intercommunal d'adduction d'eau potable de Boursay qui assure le service en le délégant à une entreprise privée, Saur dont le contrat arrive à échéance le 30 juin 2023.

#### Assainissement des eaux usées
En 2019, la commune de Choue gère le service d'assainissement collectif en régie directe, c'est-à-dire avec ses propres personnels, avec le statut de régie à autonomie financière.

### Sécurité, justice et secours
La sécurité de la commune est assurée par la brigade de gendarmerie de Mondoubleau qui dépend du groupement de gendarmerie départementale de Loir-et-Cher installé à Blois.
En matière de justice, Choue relève du conseil de prud'hommes de Blois, de la Cour d'appel d'Orléans (juridiction de Blois), de la Cour d'assises de Loir-et-Cher, du tribunal administratif de Blois, du tribunal de commerce de Blois et du tribunal judiciaire de Blois.

## Population et société

### Démographie

#### Évolution démographique
L'évolution du nombre d'habitants est connue à travers les recensements de la population effectués dans la commune depuis 1793. Pour les communes de moins de 10 000 habitants, une enquête de recensement portant sur toute la population est réalisée tous les cinq ans, les populations de référence des années intermédiaires étant quant à elles estimées par interpolation ou extrapolation. Pour la commune, le premier recensement exhaustif entrant dans le cadre du nouveau dispositif a été réalisé en 2006.

En 2022, la commune comptait 515 habitants, en évolution de −2,65 % par rapport à 2016 (Loir-et-Cher : −1,15 %, France hors Mayotte : +2,11 %).
| 1793  | 1800  | 1806  | 1821  | 1831  | 1836  | 1841  | 1846  | 1851  |
| ----- | ----- | ----- | ----- | ----- | ----- | ----- | ----- | ----- |
| 1 272 | 1 039 | 1 149 | 1 208 | 1 122 | 1 105 | 1 084 | 1 143 | 1 047 |

| 1856  | 1861  | 1866 | 1872 | 1876 | 1881  | 1886  | 1891  | 1896 |
| ----- | ----- | ---- | ---- | ---- | ----- | ----- | ----- | ---- |
| 1 047 | 1 002 | 990  | 954  | 957  | 1 173 | 1 010 | 1 034 | 991  |

| 1901 | 1906 | 1911 | 1921 | 1926 | 1931 | 1936 | 1946 | 1954 |
| ---- | ---- | ---- | ---- | ---- | ---- | ---- | ---- | ---- |
| 972  | 981  | 936  | 895  | 849  | 832  | 800  | 743  | 796  |

| 1962 | 1968 | 1975 | 1982 | 1990 | 1999 | 2006 | 2011 | 2016 |
| ---- | ---- | ---- | ---- | ---- | ---- | ---- | ---- | ---- |
| 692  | 602  | 512  | 562  | 578  | 544  | 531  | 528  | 529  |

| 2021 | 2022 | - | - | - | - | - | - | - |
| ---- | ---- | - | - | - | - | - | - | - |
| 521  | 515  | - | - | - | - | - | - | - |

#### Pyramide des âges
La population de la commune est relativement âgée.
En 2018, le taux de personnes d'un âge inférieur à 30 ans s'élève à 26,6 %, soit en dessous de la moyenne départementale (31,3 %). À l'inverse, le taux de personnes d'âge supérieur à 60 ans est de 34,8 % la même année, alors qu'il est de 31,6 % au niveau départemental.
En 2018, la commune comptait 273 hommes pour 259 femmes, soit un taux de 51,32 % d'hommes, largement supérieur au taux départemental (48,55 %).
Les pyramides des âges de la commune et du département s'établissent comme suit.
| Hommes | Classe d’âge | Femmes |
| ------ | ------------ | ------ |
| 1,5    | 90 ou +      | 1,2    |
| 9,1    | 75-89 ans    | 8,4    |
| 24,1   | 60-74 ans    | 25,4   |
| 21,0   | 45-59 ans    | 23,9   |
| 17,4   | 30-44 ans    | 14,8   |
| 10,4   | 15-29 ans    | 11,0   |
| 16,5   | 0-14 ans     | 15,3   |

| Hommes | Classe d’âge | Femmes |
| ------ | ------------ | ------ |
| 1,1    | 90 ou +      | 2,6    |
| 9,2    | 75-89 ans    | 11,9   |
| 19,7   | 60-74 ans    | 20,4   |
| 20,7   | 45-59 ans    | 20     |
| 16,5   | 30-44 ans    | 16,2   |
| 15,2   | 15-29 ans    | 13,2   |
| 17,6   | 0-14 ans     | 15,7   |

## Économie

### Secteurs d'activité
Le tableau ci-dessous détaille le nombre d'entreprises implantées à Choue selon leur secteur d'activité et le nombre de leurs salariés :
|                                                              | total | % com (% dep) | 0 salarié | 1 à 9 salarié(s) | 10 à 19 salariés | 20 à 49 salariés | 50 salariés ou plus |
| ------------------------------------------------------------ | ----- | ------------- | --------- | ---------------- | ---------------- | ---------------- | ------------------- |
| Ensemble                                                     | 62    | 100,0 (100)   | 51        | 10               | 1                | 0                | 0                   |
| Agriculture, sylviculture et pêche                           | 28    | 45,2 (11,8)   | 25        | 3                | 0                | 0                | 0                   |
| Industrie                                                    | 3     | 4,8 (6,5)     | 2         | 0                | 1                | 0                | 0                   |
| Construction                                                 | 4     | 6,5 (10,3)    | 2         | 2                | 0                | 0                | 0                   |
| Commerce, transports, services divers                        | 23    | 37,1 (57,9)   | 20        | 3                | 0                | 0                | 0                   |
| dont commerce et réparation automobile                       | 4     | 6,5 (17,5)    | 3         | 1                | 0                | 0                | 0                   |
| Administration publique, enseignement, santé, action sociale | 4     | 6,5 (13,5)    | 2         | 2                | 0                | 0                | 0                   |
| Champ : ensemble des activités.                              |       |               |           |                  |                  |                  |                     |

Le secteur agricole est important puisqu'il représente 45,2 % du nombre d'entreprises de la commune (28 sur 62), contre 11,8 % au niveau départemental.
Sur les 62 entreprises implantées à Choue en 2016, 51 ne font appel à aucun salarié, 10 comptent 1 à 9 salariés et 1 emploie entre 10 et 19 personnes
Au 1er juillet 2017, la commune est classée en zone de revitalisation rurale (ZRR), un dispositif visant à aider le développement des territoires ruraux principalement à travers des mesures fiscales et sociales. Des mesures spécifiques en faveur du développement économique s'y appliquent également.

### Agriculture
En 2010, l'orientation technico-économique de l'agriculture dans la commune est la polyculture et le polyélevage. Le département a perdu près d'un quart de ses exploitations en 10 ans, entre 2000 et 2010 (c'est le département de la région Centre-Val de Loire qui en compte le moins). Cette tendance se retrouve également au niveau de la commune où le nombre d'exploitations est passé de 54 en 1988 à 36 en 2000 puis à 27 en 2010. Parallèlement, la taille de ces exploitations augmente, passant de 53 ha en 1988 à 108 ha en 2010.
Le tableau ci-dessous présente les principales caractéristiques des exploitations agricoles de Choue, observées sur une période de 22 ans : 
|                                      | 1988                 | 2000                 | 2010                 |
| Dimension économique                 | Dimension économique | Dimension économique | Dimension économique |
| ------------------------------------ | -------------------- | -------------------- | -------------------- |
| Nombre d'exploitations (u)           | 54                   | 36                   | 27                   |
| Travail (UTA)                        | 92                   | 51                   | 40                   |
| Surface agricole utilisée (ha)       | 2 883                | 2 912                | 2 906                |
| Cultures                             |                      |                      |                      |
| Terres labourables (ha)              | 2 324                | 2 540                | 2 601                |
| Céréales (ha)                        | 1532                 | 1505                 | 1468                 |
| dont blé tendre (ha)                 | 1083                 | 1108                 | 1067                 |
| dont maïs-grain et maïs-semence (ha) | 218                  | 72                   | 54                   |
| Tournesol (ha)                       | 54                   | 30                   | s                    |
| Colza et navette (ha)                | 253                  | 484                  | 441                  |
| Élevage                              |                      |                      |                      |
| Cheptel (UGBTA)                      | 1946                 | 1929                 | 1476                 |

#### Produits labellisés

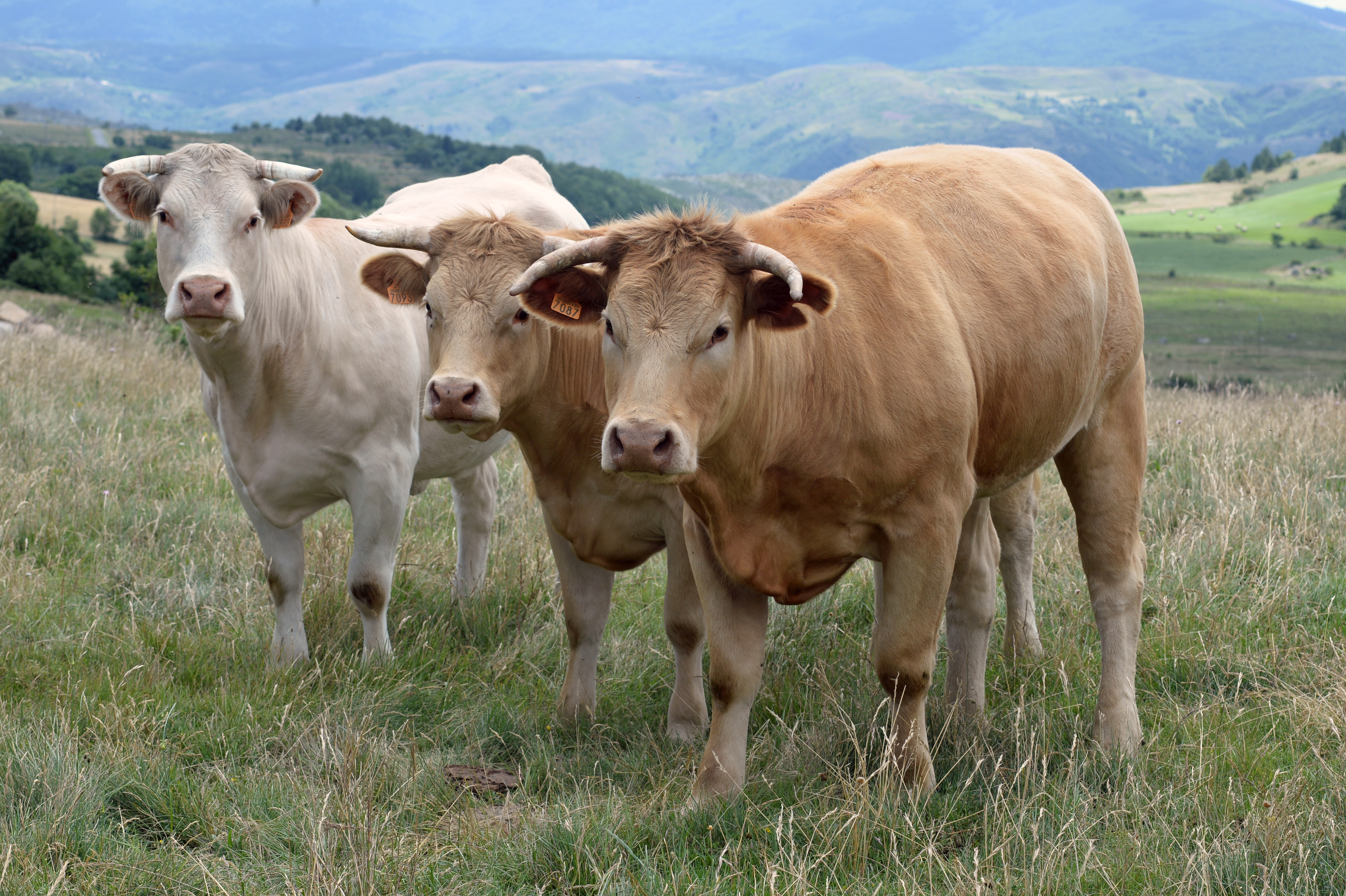
Bœuf du Maine.

Le territoire de la commune est intégré aux aires de productions de divers produits bénéficiant d'une indication géographique protégée (IGP) : le bœuf du Maine, les porcs de la Sarthe, le vin Val-de-loire, les volailles de Loué, les volailles de l’Orléanais, les volailles du Maine et les œufs de Loué,.

## Culture locale et patrimoine

### Voies
| 128 odonymes recensés à Choue au 16 février 2014 | 128 odonymes recensés à Choue au 16 février 2014 | 128 odonymes recensés à Choue au 16 février 2014 | 128 odonymes recensés à Choue au 16 février 2014 | 128 odonymes recensés à Choue au 16 février 2014 | 128 odonymes recensés à Choue au 16 février 2014 | 128 odonymes recensés à Choue au 16 février 2014 | 128 odonymes recensés à Choue au 16 février 2014 | 128 odonymes recensés à Choue au 16 février 2014 | 128 odonymes recensés à Choue au 16 février 2014 | 128 odonymes recensés à Choue au 16 février 2014 | 128 odonymes recensés à Choue au 16 février 2014 | 128 odonymes recensés à Choue au 16 février 2014 | 128 odonymes recensés à Choue au 16 février 2014 | 128 odonymes recensés à Choue au 16 février 2014 | 128 odonymes recensés à Choue au 16 février 2014 |
| Allée                                            | Avenue                                           | Bld                                              | Chemin                                           | Clos                                             | Impasse                                          | Montée                                           | Passage                                          | Place                                            | Pont                                             | Route                                            | Rue                                              | Sentier                                          | Venelle                                          | Autres                                           | Total                                            |
| ------------------------------------------------ | ------------------------------------------------ | ------------------------------------------------ | ------------------------------------------------ | ------------------------------------------------ | ------------------------------------------------ | ------------------------------------------------ | ------------------------------------------------ | ------------------------------------------------ | ------------------------------------------------ | ------------------------------------------------ | ------------------------------------------------ | ------------------------------------------------ | ------------------------------------------------ | ------------------------------------------------ | ------------------------------------------------ |
| 0                                                | 0                                                | 0                                                | 0                                                | 0                                                | 1                                                | 0                                                | 0                                                | 1                                                | 0                                                | 0                                                | 14                                               | 0                                                | 0                                                | 112                                              | 128                                              |
| Notes « N »                                      | Notes « N »                                      | 1. 2. 3. 4.                                      | 1. 2. 3. 4.                                      | 1. 2. 3. 4.                                      | 1. 2. 3. 4.                                      | 1. 2. 3. 4.                                      | 1. 2. 3. 4.                                      | 1. 2. 3. 4.                                      | 1. 2. 3. 4.                                      | 1. 2. 3. 4.                                      | 1. 2. 3. 4.                                      | 1. 2. 3. 4.                                      | 1. 2. 3. 4.                                      | 1. 2. 3. 4.                                      | 1. 2. 3. 4.                                      |
| Sources : rue-ville.info & OpenStreetMap         |                                                  |                                                  |                                                  |                                                  |                                                  |                                                  |                                                  |                                                  |                                                  |                                                  |                                                  |                                                  |                                                  |                                                  |                                                  |

### Lieux et monuments
- Église Saint-Clément de Choue, XIe, XIIe et XVIe siècles.

L'église Saint-Clément de Choue, y compris son sous-sol, le caveau funéraire associé, au sud du chevet, sont inscrits sur l'inventaire supplémentaire des Monuments Historiques : arrêté du 12 janvier 1988.
- Chapelle du prieuré Notre-Dame-de-l'Assomption de Guériteau.

Les ruines de la chapelle du prieuré Notre-Dame-de-l'Assomption de Guériteau sont classées parmi les Monuments Historiques : arrêté du 31 octobre 1912.
- le manoir d'Alleray

Église Saint-Clément
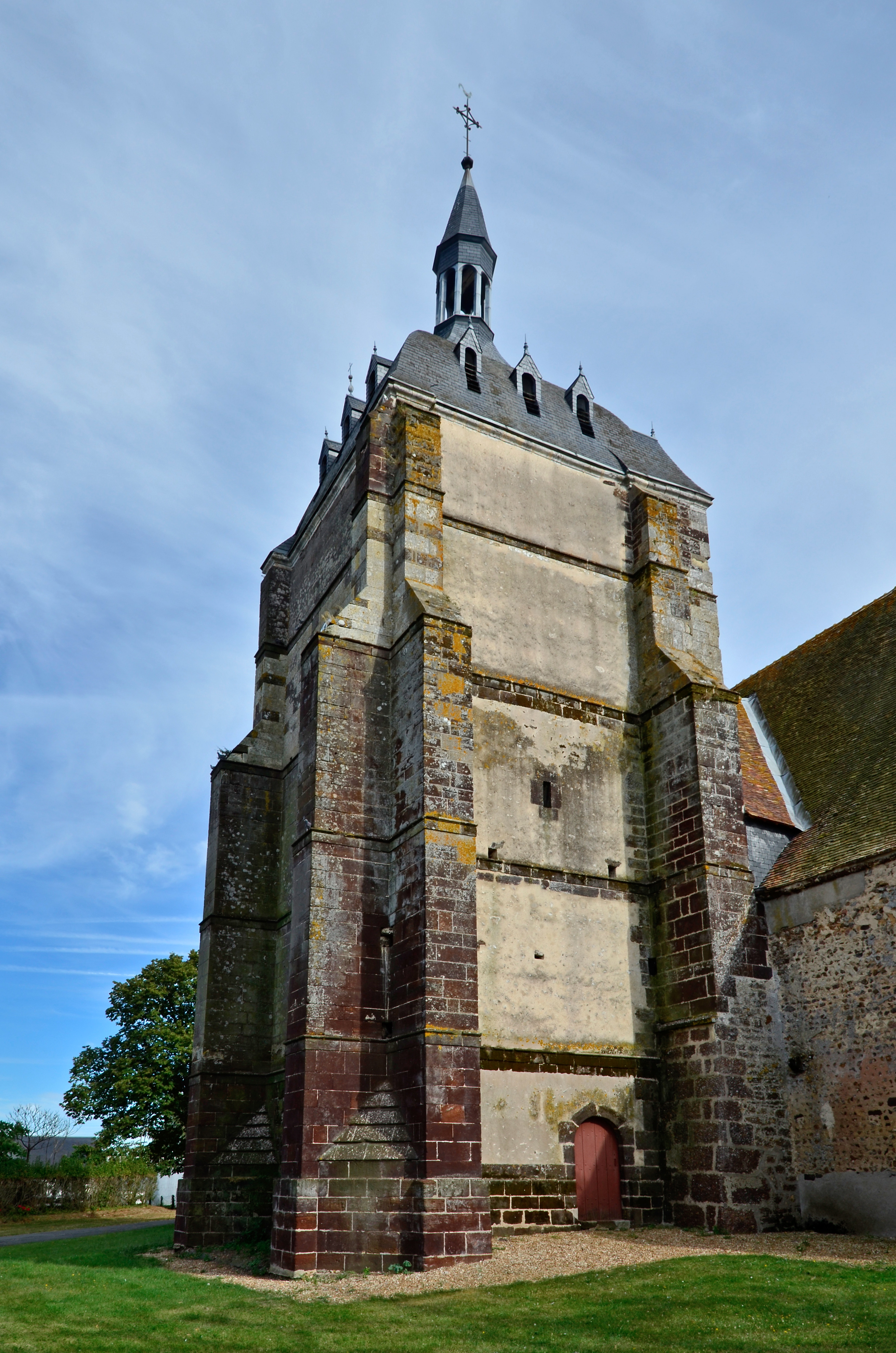
Le clocher.
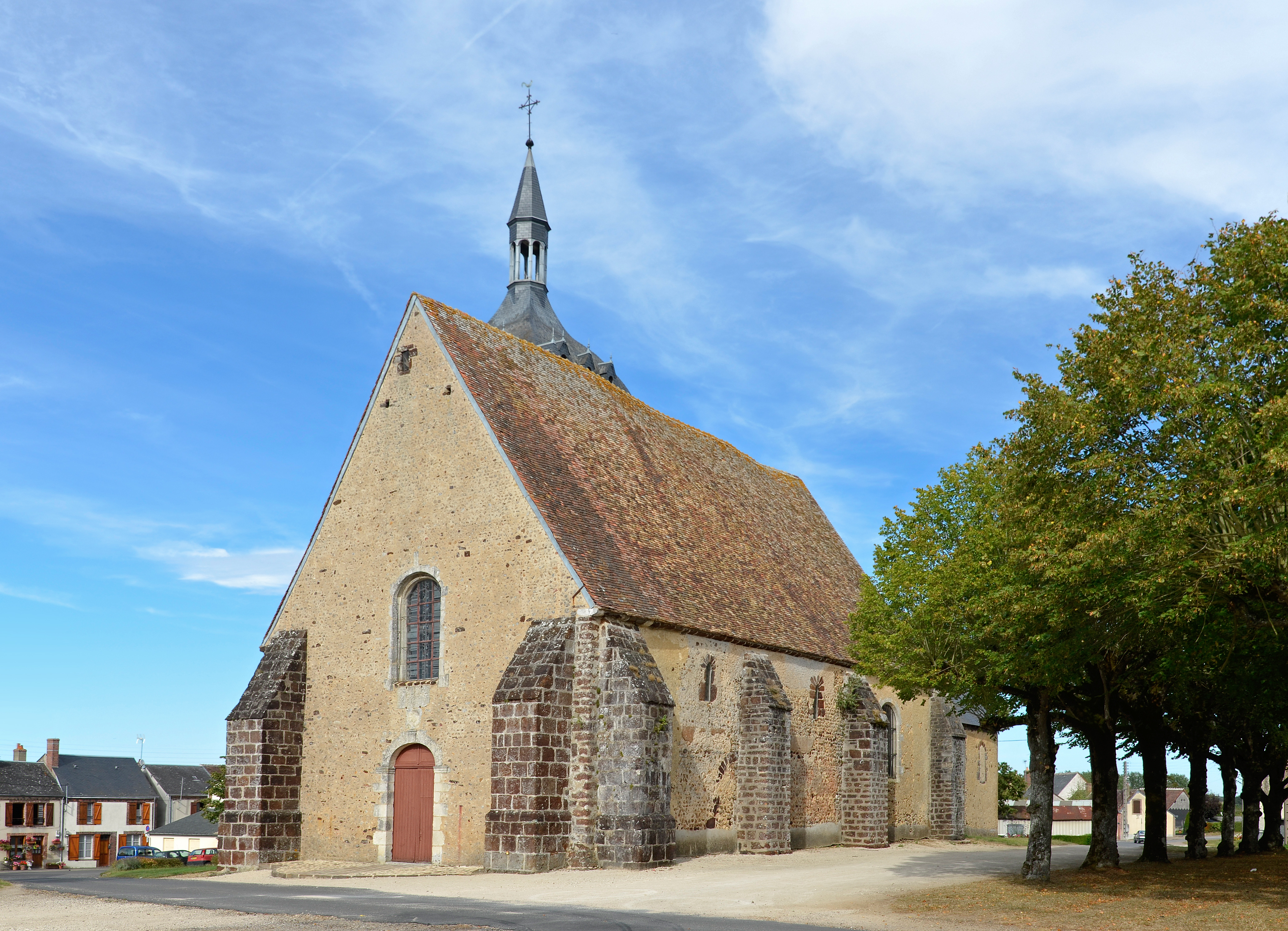
Entrée principale.
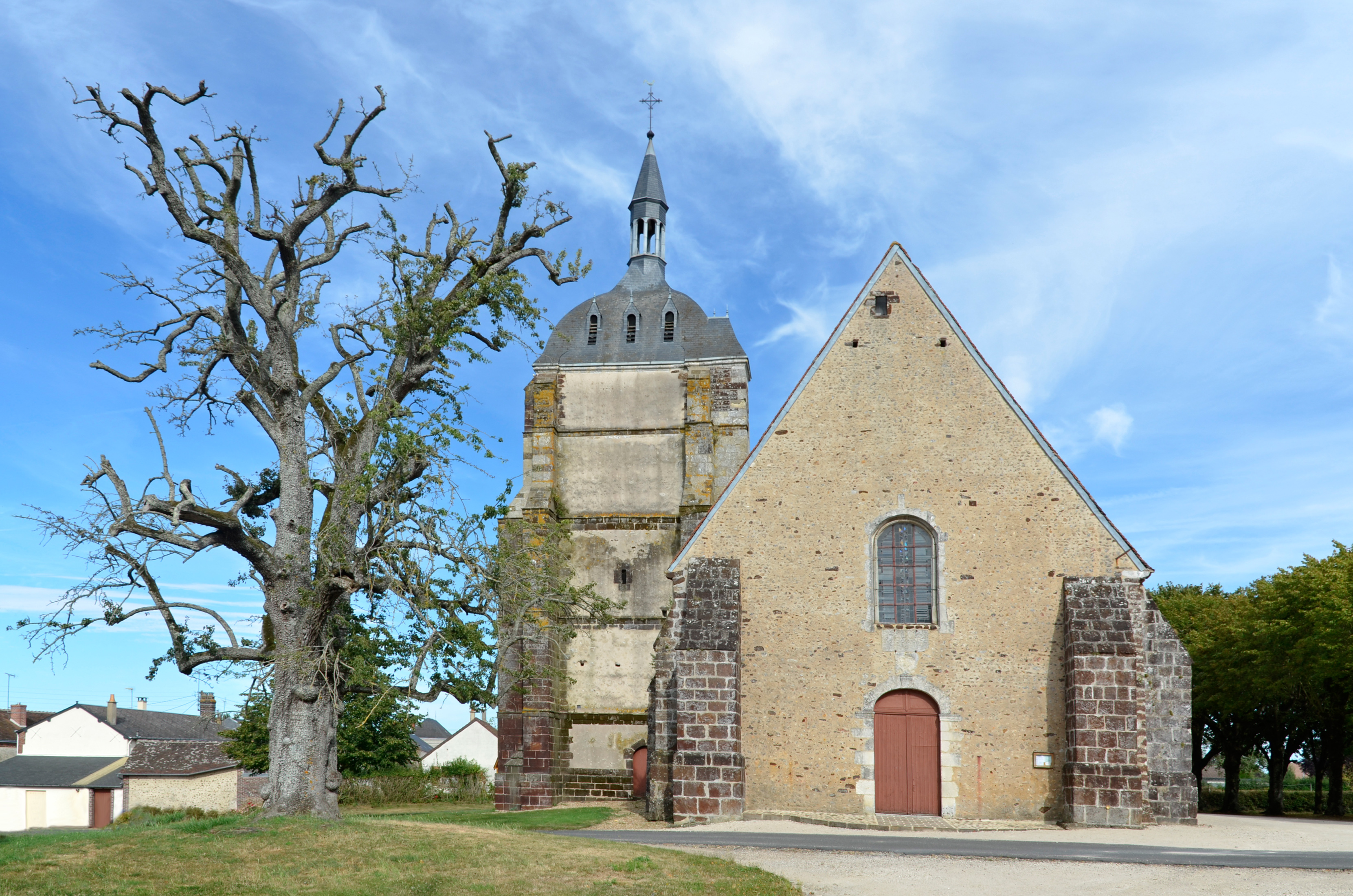
Vue d'ensemble.
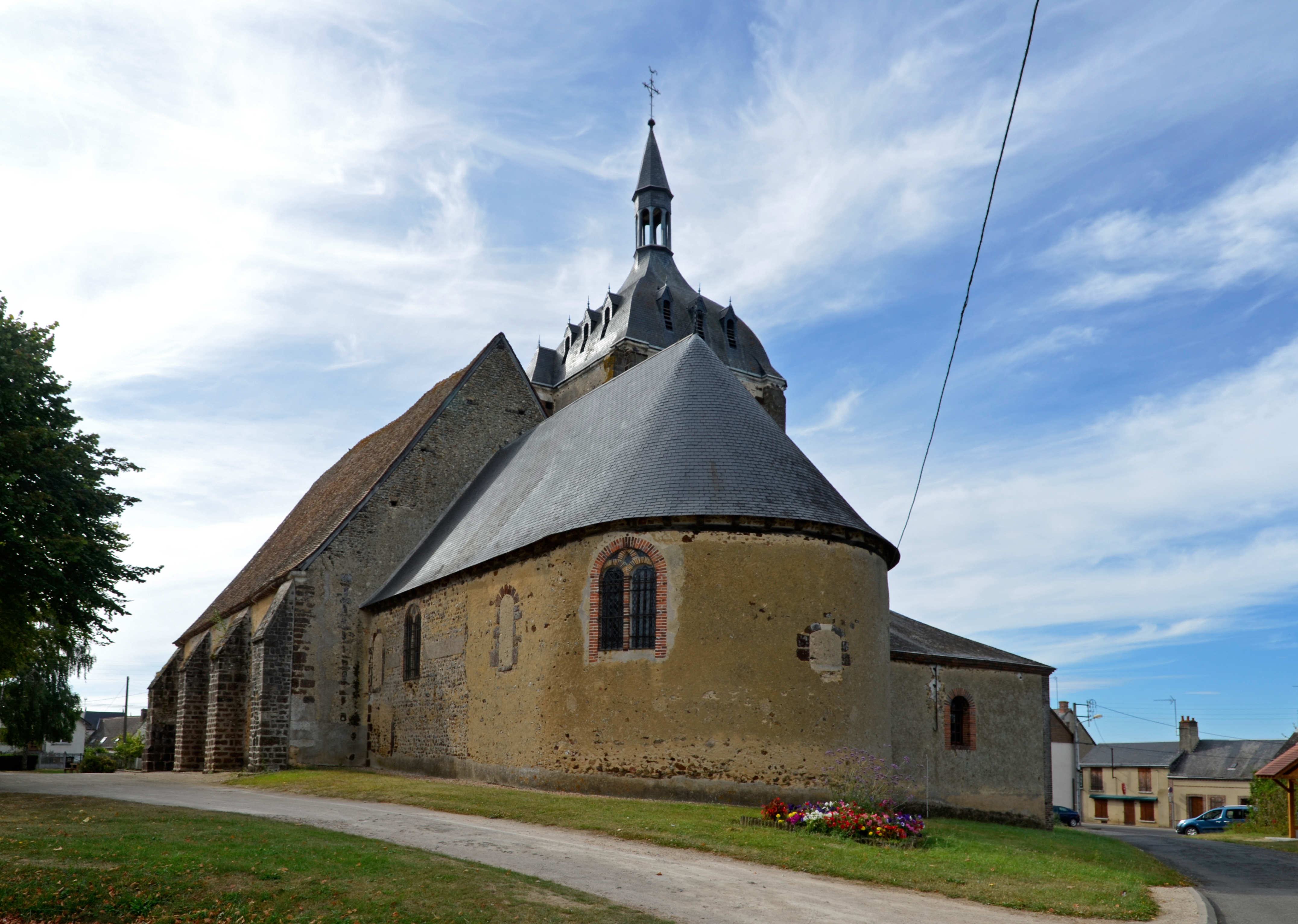
Le chevet.

### Héraldique
|  | Les armoiries de Choue se blasonnent ainsi : De sinople à la chouette d'argent, chapé du même papelonné de gueules entresemé de mouchetures d'hermine de sable. Création adoptée par délibération municipale du 24 avril 1997. |